# خدا انگاری تشریفاتی
دئیسم تشریفاتی یا دادارباوری تشریفاتی یا خدا اِنگاری تشریفتی یک اصطلاح قانونی است که در ایالات متحده آمریکا برای تعیین ارجاعات مذهبی دولت و اَعمالی که به دلیل استفاده طولانی مدت مرسوم به عنوان مناسک فرهنگی صرف تلقی می‌شوند و ذاتاً مذهبی نیستند استفاده می‌شود. نمونه‌های پیشنهادی دئیسم تشریفاتی شامل ارجاع به خدا در تعهد تابعیت در سال ۱۹۵۴، عبارت «ما خدا را باور داریم» در واحد پول ایالات متحده و شعار ایالت اوهایو، «با خدا، همه چیز ممکن است» است.
این اصطلاح در سال ۱۹۶۲ توسط رئیس وقت دانشکده حقوق ییل، یوجین روستو، ابداع شد و از سال ۱۹۸۴ توسط دیوان عالی ایالات متحده برای ارزیابی معافیت‌ها از عبارت تشکیل اولین متمم قانون اساسی ایالات متحده استفاده می‌شود.

## استفاده توسط دیوان عالی کشور
اولین استفاده از این اصطلاح در نظر دیوان عالی در نظر مخالف قاضی برنان است،  ۴۶۵ ایالات متحده ۶۶۸ (۱۹۸۴).
. . . من پیشنهاد می‌کنم که اعمالی مانند تعیین "به خدا ما اعتماد داریم" به عنوان شعار ملی ما، یا ارجاعات به خدا موجود در تعهد تابعیت و پیمان با پرچم را می‌توان به بهترین شکل درک کرد. «دئیسم تشریفاتی»، که عمدتاً از بررسی دقیق عبارت تشکیل محافظت می‌شود، به این دلیل که آنها از طریق تکرار مکرر محتوای مذهبی مهمی را از دست داده‌اند.
قاضی اوکانر، موافق این نظر، در تحلیل خود از ماهیت عبارت «تحت خدا» در تعهد تابعیت، این اصطلاح را به کار برد و تا حدی گفت:
هیچ نقض جزئی از قانون اساسی وجود ندارد هیچ آسیب قانون اساسی آنقدر ناچیز که دادگاه‌ها موظف به نادیده گرفتن آنها باشند. با توجه به ارزش‌هایی که بند تأسیس قرار بود در خدمت آنها باشد، من معتقدم که دولت می‌تواند در دسته‌ای از موارد مجزا، بدون توهین به قانون اساسی، خداوند را تصدیق کند یا به آن رجوع کند. این دسته از "خدا اِنگاری تشریفاتی" به وضوح شامل مواردی مانند شعار ملی ("ما به خدا اعتماد داریم")، ارجاعات مذهبی در آهنگ‌های سنتی میهنی مانند "پرچم ستاره دار" و کلماتی که مارشال دادگاه هر یک از جلسات خود را باز می‌کند ("خداوند ایالات متحده و این دادگاه شریف را حفظ کند"). این ارجاعات، تخلفات جزئی در اولین متمم قانون اساسی نیست که من چشم بر آن می‌بندم. در عوض، تاریخ، شخصیت و زمینه آنها مانع از نقض قانون اساسی آنها می‌شود.

## جنجال
به‌طور ناموفق استدلال شده‌است که حکومتی که عبارت «زیر سایه خدا» را الزام یا ترویج می‌کند، حمایت‌ها در برابر عدم وجود دین رسمی در عبارت تأسیس اصلاحیه اول قانون اساسی را نقض می‌کند.
دیوید نیوسه استدلال می‌کند که اشاره به دین صرفاً به دلیل «تشریفاتی» بی‌ضرر نیست. او که برای دفاع از ارجاعات مذهبی توسط دولت که به عنوان بی‌ضرر استفاده می‌شود، می‌گوید که اصطلاح «خدا اِنگاری تشریفاتی» به شدت نادرست و حتی خطرناک است، و استدلال می‌کند که اقدامات واقعاً تبعیض آمیز دولتی اغلب از نظارت خارج می‌شوند، تا حدی به این دلیل که تعبیر معروف «خدا اِنگاری تشریفاتی» تحت حفاظت قانون است.
پروفسور مارتا نوسبام از دانشکده حقوق دانشگاه شیکاگو در سال ۲۰۰۸ اظهار داشت که «خدا اِنگاری تشریفاتی» نامی عجیب برای تأیید آیینی است که یک «خدا اِنگار» از تأیید آن بسیار اکراه خواهد داشت، زیرا دئیست‌ها خدا را به عنوان یک اصل عقلانی می‌دانند اما نه به عنوان یک «قاضی و پدر شخصی.»